# Paclobutrazol
Paclobutrazol ist eine Mischung von vier isomeren chemischen Verbindungen aus der Familie der Triazole, die als Wachstumsregulator mit Nebenwirkung als Fungizid verwendet wird. Paclobutrazol hemmt die Gibberellinbildung und wirkt als Internodienverkürzer, was bei Getreide und Raps für eine Verbesserung der Standfestigkeit und Winterhärte sorgt. Früher wurde Paclobutrazol in Konzentrationen von 500 bis 1000 ppm zur Wachstumshemmung und Förderung der Blütenbildung im Apfelanbau eingesetzt.
In subtropischen Anbauländern wie Südafrika wird es bei Litschi, Avocado, Mango verwendet. Der potente Wachstumshemmer Paclobutrazol wird im Boden kaum abgebaut und hält seine Wirkung über Jahre aufrecht.

## Gewinnung und Darstellung
Paclobutrazol kann durch Reaktion von 1,2,4-Triazol mit p-Chlorbenzylchlorid, Brompinacolon und Natriumborhydrid gewonnen werden.

## Isomere
| Stereoisomere von Paclobutrazol | Stereoisomere von Paclobutrazol |
| ------------------------------- | ------------------------------- |
| (2R,3R)-Stereoisomer            | (2S,3S)-Stereoisomer            |
| (2R,3S)-Stereoisomer            | (2S,3R)-Stereoisomer            |

## Zulassung
In einer Reihe von EU-Staaten, unter anderem Deutschland, Österreich sowie der Schweiz sind Pflanzenschutzmittel mit diesem Wirkstoff zugelassen.

### Handelsnamen
PP 333, Bonzi, Cultar, Clipper, Toprex